# Marlies Göhr
Marlies Göhr (Gera, 1958. március 21. –) Európa-, világ-, és olimpiai bajnok német atléta.

## Pályafutása

### 70-es évek
Első jelentős nemzetközi versenyén, az 1975-ös junior atlétikai Európa-bajnokságon második lett a száz méteres síkfutás versenyszámában. A következő évben már részt vett a montreali olimpiai játékokon. Itt bejutott a száz méteres szám döntőjébe, ahol az utolsó, nyolcadik helyen ért célba. Ezentúl tagja volt a négyszer százas kelet-német váltónak. Renate Stecher, Carla Bodendorf és Bärbel Eckert társaként megnyerte a váltóversenyt, így tizennyolc évesen olimpiai bajnok lett.
1977-ben új világrekorddal nyerte meg száz méteren a kelet-német bajnokságot Drezdában. Marlies 10,88 alatt futotta le a távot, amivel ő lett az első női sportoló, aki az elektronikus időmérés bevezetése óta 11 másodperc alatti eredményt ért el százon.
1978-ban folytatódott sikersorozata. A Prágában rendezett Európa-bajnokságon is aranyérmes lett száz méteren, valamint további két érmet szerzett; kétszázon ezüst-, négyszer százon bronzérmesként zárt a kontinensviadalon. Ebben az évben férjhez ment, és vezetéknevét megváltoztatta Oelsnerről Göhre. Ezt követően már ezen a néven versenyzett.

### 80-as évek

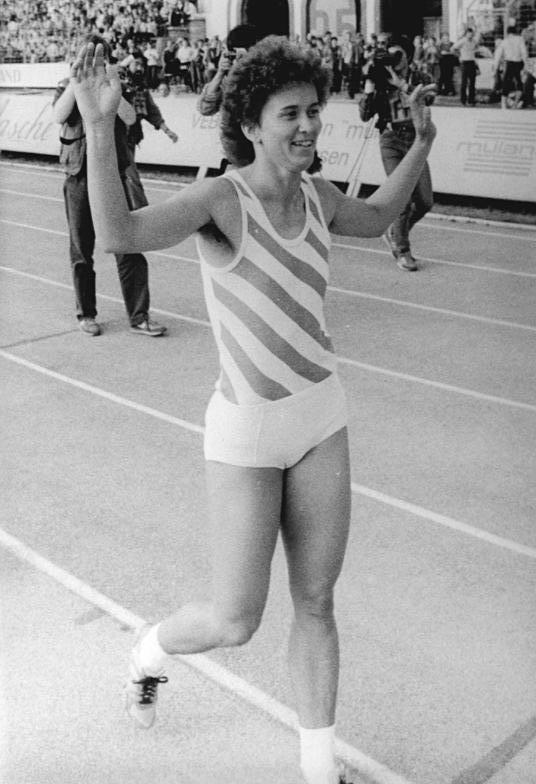
Marlies 1984-ben

1980-ban, a moszkvai olimpiai játékokon újfent aranyérmet nyert hazája váltójával. Száz méteren pedig - a számon, melyen ekkor már három éve birtokolta a világrekordot - Ljudmila Kondratyjeva mögött ezüstérmet szerzett.
Az 1982-es Európa-bajnokságon, Athénban megvédte címét száz méteren, a döntőben négyszeres olimpiai bajnok honfitársát, Bärbel Wöckelt megelőzve, valamint a váltóval is Európa-bajnok lett.
1983. június 8-án 10,81-es idővel megdöntötte saját világrekordját. Ez az eredmény azonban kevesebb mint egy hónapig élt, ugyanis az amerikai Evelyn Ashford két századdal futott jobbat július 3-án. Ez év augusztusában, a Helsinkiben rendezett világbajnokságon két aranyérmet is nyert. Száz méteren honfitársa, Marita Koch előtt lett világbajnok, az Olimpia, és az Európa-bajnokság után pedig Helsinkiben is győzött a váltóval.
1984-re Evelyn Ashfordal együtt egyértelműen dominálta a száz méteres távot. Az ekkori tíz legjobb női eredmény kettejük között oszlott meg. Ebben az évben Los Angeles-ben került sor az Olimpiai játékokra. A szocialista országok közül több nem indította sportolóit a játékokon, válaszul a moszkvai olimpia bojkottjára. Marlies így hiába számított nagy esélyesnek a győzelemre, hazája döntése miatt nem állhatott rajthoz a versenyen. Ashford végül 10,97-es új olimpiai rekorddal nyerte meg a számot.
1986-ban, a stuttgarti Európa-bajnokságon mindkét számban megvédte címét. Ezzel ő lett az első háromszoros Európa-bajnok nő száz méteren. Az 1987-es római világbajnokságon már nem volt az elsődleges esélyesek között. A váltóval ugyan ezüstérmet szerzett, egyéniben százon viszont már az elődöntőben kiesett. Egy év múlva, a szöuli olimpián megismételte ezt a teljesítményt. Egyéniben ezúttal sem jutott be a döntőbe, míg a kelet-német váltó tagjaként ezüstérmes lett négyszer százon. Ez volt pályafutása utolsó nemzetközi sikere.
1989 után több olyan dokumentum került nyilvánosságra, melyek a kelet-német sportolók doppingszerekhez való viszonyáról szólt. Eszerint Marlies tizenhét évesen, 1975-ben pozitív tesztet produkált androgén anabolikus szteroidok vizsgálata során.

## Világrekordjai

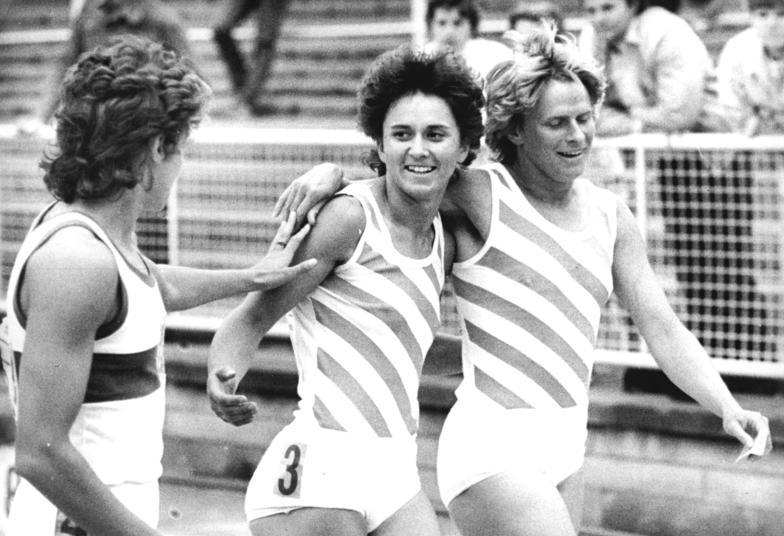
Göhr, Silke Möller és Ingrid Auerswald 1985-ben

Pályafutása alatt hét alkalommal állított fel új világrekordot. Négy alkalommal a négyszer százas váltóval, további háromszor pedig egyéniben száz méteren. 1985. október 6-án, Silke Möller, Sabine Günther és Ingrid Auerswald társaként Canberrában elért 41,37-es világrekordja ma is él. Ez az eredmény rendre a nemzetközi sajtó vitatémája. Mivel több NDK-s sportolóról bizonyították be idővel, hogy sikereit különböző doppingszerek segítségével érte el, ezen eredmény tisztasága máig kétséges.
|    | Versenyszám         | Időeredmény | Dátum              |
| -- | ------------------- | ----------- | ------------------ |
| 1. | 100 méter síkfutás  | 10,88       | 1977. július 1.    |
| 2. | 4 × 100 méter váltó | 41,85       | 1980. július 13.   |
| 3. | 4 × 100 méter váltó | 41,60       | 1980. augusztus 1. |
| 4. | 100 méter síkfutás  | 10,88       | 1982. július 9.    |
| 5. | 100 méter síkfutás  | 10,81       | 1983. június 8.    |
| 6. | 4 × 100 méter váltó | 41,53       | 1983. július 31.   |
| 7. | 4 × 100 méter váltó | 41,37       | 1985. október 6.   |

## Egyéni legjobbjai
- 100 méteres síkfutás - 10,81 s (1983)
- 200 méteres síkfutás - 21,74 s (1984)